# Josselin
Josselin là một xã trong tỉnh Morbihan, thuộc vùng hành chính Bretagne của nước Pháp, có dân số là 2419 người (thời điểm 1999).

## Nhân khẩu học
| 1962 | 1968 | 1975 | 1982 | 1990 | 1999 |
| ---- | ---- | ---- | ---- | ---- | ---- |
| 2231 | 2283 | 2611 | 2548 | 2338 | 2419 |

## Các thành phố kết nghĩa
- Alzey, Đức